# Daniela Gäts
Daniela Gäts (* 4. Februar 1964 in Wien) ist eine österreichische Theater- und Filmschauspielerin.
Daniela Gäts wuchs bei ihrer Mutter in Feldkirch-Tosters auf. Ab 1982 besuchte sie in Wien eine Schauspielschule, ab 1986 besuchte sie dann die Lee Strasberg-Schule in New York. Nach Abschluss kehrte sie nach Wien zurück und spielte in ihrem ersten Kinofilm Müllers Büro.
Zahlreiche Rollen bei Film und Fernsehen folgten. Sie arbeitete mit Xaver Schwarzenberger, Robert Dornhelm, Thomas Roth und spielte in österreichischen TV-Serien wie Kommissar Rex, Schlosshotel Orth oder Medicopter 117. Ihre bekannteste Rolle ist die der Tierärztin Sonja in Kommissar Rex von 1995 bis 1996.
Gäts spielte im Theater in der Josefstadt, Volkstheater Wien, Theater Kosmos Bregenz, Neue Bühne Villach, Schloßparktheater Berlin, Theater im Künstlerhaus Wien, Theater m.b.H. Wien. Sie lebt in Wien und in der Steiermark.

## Filmografie (Auswahl)
- 1986: Müllers Büro
- 1995: Die große Liebe des Dr. Isidor Scheminsky
- 1995: Schnellschuß
- 1995–1996: Kommissar Rex
- 1997: Kreuzfeuer
- 1999: Die Jagd nach dem Tod
- 2000: Ein Ganz normaler Tag
- 2009: KOMA – Regie: Ludwig Wüst
- 2025: Tatort: Wir sind nicht zu fassen!